# Mektoub (roman)
Pour les articles homonymes, voir Mektoub.
Mektoub est un roman québécois paru en 2016 écrit par Serge Lamothe, publié aux éditions Alto. Il a été finaliste au Prix littéraire des collégiens en 2017.

## Synopsis
Le roman se divise en deux parties dont chacune comporte douze chapitres et un épilogue.
Dans la première partie, le narrateur, anonyme, raconte que durant les Jeux olympiques de 1976 à Montréal, sept accidents se sont produits au même carrefour de la ville, et que seul le dernier a fait une victime : une femme est morte, frappée par un poids lourd. Toutefois, on n'a jamais pu établir l'identité de cette femme. Le narrateur est convaincu que c'est la femme anonyme avec qui il avait rendez-vous ce soir-là et qui ne s'est jamais présentée, et aussi qu'il l'a entrevue à quelques reprises au cours des quarante années suivantes d'une vie plutôt morne par ailleurs.
Dans la partie II, une femme prénommée Maya s'adresse à un ami imaginaire qu'elle a eu jusqu'à l'âge de 10 ans environ, après quoi il ne lui en est resté qu'un souvenir, mais un souvenir qui l'a habitée tout au long de sa vie tumultueuse d'infirmière de brousse.
Dans les deux parties du roman, on est exposé aux thèses d'un certain Zoltan Galaczy – probablement un pseudonyme –, dont les écrits font état d'une vision fataliste du monde et de son destin politique et écologique, avec peut-être une part de libre arbitre pour les individus et/ou la société.
Le mot mektoub fait référence à une scène du film Lawrence d'Arabie. C'est la réplique fataliste que fait Ali ibn el Kharish à Lawrence d'Arabie pour dissuader celui-ci d'aller à la recherche de son garde du corps perdu dans le désert. « Mektoub » : c'était écrit, c'était son destin, il n'y a rien à faire.

## Genre
Écrit dans une langue proche du quotidien, le roman déroute néanmoins le lecteur qui chercherait une compréhension rationnelle des deux récits, dont les faits s'entrecroisent pour parfois concorder et parfois se contredire. L'auteur exprime ainsi une vision du monde où plusieurs possibles parallèles pourraient coexister, en relatant la rencontre manquée ou réelle d'un homme et d'une femme.

## Extraits
- « Il n'y a rien de plus affligeant que de constater, à l'âge que j'ai maintenant, à quel point je me suis fourvoyé. À la croisée des chemins, alors que l'avenir aurait dû me paraître lumineux et chargé de promesses, je me suis engagé sur le sentier le plus convenu et le plus étriqué qui soit. Le pire, c'est sans doute de savoir que je l'ai choisi autant par timidité que par lâcheté et qu'il n'y a pas de retour en arrière, pas de seconde chance. Mais ce destin en apparence médiocre et d'un conformisme navrant, je l'ai choisi en toute connaissance de cause, même s'il est indéniable que je mène l'existence la plus terne et la plus ennuyeuse qu'on puisse imaginer. » (I, 7)
- « Je t'observais à la dérobée et j'étais pétrifié, incapable d'émettre le moindre son ou de bouger le petit doigt. Il n'y avait pas de prolongement, aucune suite possible à ce face-à-face en apparence si banal : tu étais simplement là, et les lois de l'univers s'en trouvaient entièrement transformées. Il se produisait ce qu'il faut bien appeler un miracle. Une effraction minuscule, mais décisive, dans l'ordre du réel. » (I, 10)
- « — Oui, mais que ce soit bien clair : je ne crois pas à l'astrologie. Pas plus que je ne crois à la Torah, au Coran ou aux Évangiles. Pas plus que je ne crois aux mythes grecs ou romains, aux mystères d'Éleusis ou au panthéon bouddhiste, au vaudou, à la dianétique, au père Noël, à la fée Carabosse, aux extraterrestres, au complot des Illuminati ou à la Fin de l'Histoire. Jamais je n'y ai cru. Pas plus que je ne crois à la sincérité des politiciens, à l'altruisme des milliardaires ou à une démocratie qui serait exempte de corruption. Je ne crois ni à l'honnêteté des banquiers, ni à l'impartialité des magistrats, ni à la chasteté des prêtres, ni au fanatisme des autres, des étrangers, des parias, des délits de faciès. Je ne crois ni au caquetage des médias, ni au babillage des stars qui défilent sur les tapis rouges, ni aux publicités qui vantent les nouvelles formules améliorées, ni aux avancées technologiques révolutionnaires qui nous sauveront de l'ignorance et de la bêtise, ni aux superhéros et gourous de tout acabit qui paradent à la une des magazines. » (II, 7)

## Sources
- Christian Desmeules dans le Devoir, « Mektoub, un roman de Serge Lamothe »
- Mario Cloutier dans la Presse, « Le passeur »
- Alexandre P. Laperrière dans Impact campus, « Valse à travers l'impossible »
- Elizabeth Bigras-Ouimet sur atuvu.ca, « Mektoub: c'était écrit »